# 環境經濟及管理期刊
《環境經濟及管理期刊》（Journal of Environmental Economics and Management）是一份1974年起發行的學術期刊。該期刊每兩個月出版一次，內容為探索環境經濟與天然資源之間的關係。目前，期刊的主編是威斯康辛大學麥迪遜分校的Daniel J. Phaneuf。據2012年的期刊引證報告指，《環境經濟及管理期刊》的影響因子為1.969。

## 資料來源
1. ↑  .   [2014-04-28]. （原始内容存档于2021-04-21）.

## 外部連結
- 官方网站